# Fortalesa del Tavuix
La fortalesa del Tavuix (en armeni: Տավուշի բերդ), dita igualment fortalesa d'Amram el Brau, són unes ruïnes medievals situades en la perifèria de la població de Berd de la província de Tavuix d'Armènia, corresponent a l'històric regne d'Armènia. L'afluent del riu Kurá, el Tavuix, flueix prop de la fortalesa.

## Història
La fortalesa del Tavuix va ser esmentada per primera vegada a principis del segle x, quan regnava Asoci II el Ferro i com a residència dels virreis en la seva majoria de la família d'Amran el Brau. Des del segle xiv la fortalesa va ser abandonada i degradant-se fins al seu estat en ruïnes. La data de la seva fundació és desconeguda, encara que entre els segles ix i x va ser nomenada com a lloc i diversos prínceps es van assentar allí rebel·lant-se contra la dinastia Bagratuní.

## Descripció
La fortalesa del Tavuix consistia en una ciutadella amb una fortalesa inferior, situada en els alts penya-segats escarpados en un pujol estret -amb una amplària màxima de 25 metres-. Un mur semicilíndrico roman unit a la muralla que tenia fins a 12 metres d'altura, construïda amb grans pedres d'andesita, s'han conservat restes a les zones est i nord-oest i dins de la seva àrea algunes restes d'altres edificis. L'entrada principal estava situada a la part sud. Sota la part oriental inferior de la ciutadella, es conserven parets d'una altra fortalesa menor amb maçoneria ciclópea de pedres fracturades, una nau tipus vestíbul amb parets de l'església, restes d'habitatges i d'edificis. L'aigua potable s'extreia per la part inferior del costat sud de la fortalesa i procedia de les fonts anomenades Giglan, a través de canonades d'argila, de les quals es conserven algunes restes. Les ruïnes de la fortalesa en algunes parts són visibles, encara que gairebé íntegrament, es troben sota una gruixuda capa de terra, en aquest lloc s'han dut a terme excavacions arqueològiques.